# Discografia di Giorgio Poi
La discografia di Giorgio Poi, cantautore, polistrumentista e produttore discografico italiano, è costituita da quattro album in studio, venti singoli e tredici video musicali (inclusi quelli come artista ospite), pubblicati dal 2016.

## Album in studio
| Anno                                                         | Titolo | Classifiche |
| Anno                                                         | Titolo | ITA         |
| ------------------------------------------------------------ | --- | ----------- |
| 2017                                                         | Fa niente - Pubblicato: 10 febbraio 2017 - Etichetta: Bomba Dischi, Universal Music Italia - Formati: CD, download digitale, LP, streaming | —           |
| 2019                                                         | Smog - Pubblicato: 8 marzo 2019 - Etichetta: Bomba Dischi, Island Records - Formati: CD, download digitale, LP, streaming                  | 19          |
| 2021                                                         | Gommapiuma - Pubblicato: 3 dicembre 2021 - Etichetta: Bomba Dischi, Island Records - Formati: CD, download digitale, LP, streaming         | 79          |
| 2025                                                         | Schegge - Pubblicato: 2 maggio 2025 - Etichetta: Bomba Dischi, Island Records - Formati: CD, download digitale, LP, streaming              | 35          |
| "—" indica una pubblicazione non classificata in quel paese. | |             |

## Singoli

### Come artista principale
| Anno                                                         | Titolo                              | Classifiche | Certificazioni     | Unità           | Album di provenienza |
| Anno                                                         | Titolo                              | ITA         | Certificazioni     | Unità           | Album di provenienza |
| ------------------------------------------------------------ | ----------------------------------- | ----------- | ------------------ | --------------- | -------------------- |
| 2016                                                         | Niente di strano                    | —           |                    |                 | Fa niente            |
| 2016                                                         | Tubature                            | —           |                    |                 | Fa niente            |
| 2017                                                         | Il tuo vestito bianco               | —           | /                  |                 |                      |
| 2017                                                         | Semmai                              | —           | /                  |                 |                      |
| 2018                                                         | Missili (con Frah Quintale)         | 27          | - ITA: Platino (3) | - ITA: 300 000+ | Lungolinea.          |
| 2018                                                         | Vinavil                             | —           |                    |                 | Smog                 |
| 2019                                                         | La musica italiana (con Calcutta)   | —           |                    |                 | Smog                 |
| 2019                                                         | Stella                              | —           |                    |                 | Smog                 |
| 2019                                                         | Prima di partire (con Luca Carboni) | —           | Sputnik            |                 |                      |
| 2019                                                         | Erica cuore ad elica                | —           | /                  |                 |                      |
| 2021                                                         | I pomeriggi                         | —           | Gommapiuma         |                 |                      |
| 2021                                                         | Giorni felici                       | —           | Gommapiuma         |                 |                      |
| 2021                                                         | Rococò                              | —           | Gommapiuma         |                 |                      |
| 2022                                                         | Ossesso                             | —           | /                  |                 |                      |
| 2025                                                         | Uomini contro insetti               | —           | Schegge            |                 |                      |
| 2025                                                         | Giochi di gambe                     | —           | Schegge            |                 |                      |
| 2025                                                         | Les Jeux sont faits                 | —           | Schegge            |                 |                      |
| "—" indica una pubblicazione non classificata in quel paese. |                                     |             |                    |                 |                      |

### Come artista ospite
| Anno                                                         | Titolo                                                             | Classifiche | Album di provenienza |
| Anno                                                         | Titolo                                                             | ITA         | Album di provenienza |
| ------------------------------------------------------------ | ------------------------------------------------------------------ | ----------- | -------------------- |
| 2022                                                         | Haute saison (Rob & Jack Lahana feat. Gordon Tracks e Giorgio Poi) | —           | /                    |
| 2024                                                         | Tic Tac (Muddy Monk feat. Giorgio Poi)                             | —           | Bingo Paradis        |
| 2025                                                         | Nottetempo (Franco126 feat. Giorgio Poi)                           | 49          | Futuri possibili     |
| "—" indica una pubblicazione non classificata in quel paese. |                                                                    |             |                      |

## Collaborazioni
| Anno                                                         | Titolo                                                                              | Classifiche | Certificazioni | Unità          | Album di provenienza   |
| Anno                                                         | Titolo                                                                              | ITA         | Certificazioni | Unità          | Album di provenienza   |
| ------------------------------------------------------------ | ----------------------------------------------------------------------------------- | ----------- | -------------- | -------------- | ---------------------- |
| 2018                                                         | Camel blu (Carl Brave feat. Giorgio Poi)                                            | 22          | - ITA: Platino | - ITA: 70 000+ | Notti brave            |
| 2020                                                         | Leoni (Francesca Michielin feat. Giorgio Poi)                                       | —           |                |                | Feat (stato di natura) |
| 2023                                                         | OcchiColtello (Sick Luke feat. Gemitaiz, Giorgio Poi, Massimo Pericolo e Lilkaneki) | —           | X2 Deluxe      |                |                        |
| 2023                                                         | Chromocosmic Avenue (León Larregui feat. Giorgio Poi)                               | —           | Prismarama     |                |                        |
| "—" indica una pubblicazione non classificata in quel paese. |                                                                                     |             |                |                |                        |

## Video musicali
| Anno | Titolo                | Regista/i                       |
| ---- | --------------------- | ------------------------------- |
| 2016 | Niente di strano      | Francesco Lettieri              |
| 2016 | Tubature              | Francesco Lettieri              |
| 2018 | Missili               | Daniel Bedusa e Danilo Bubani   |
| 2018 | Vinavil               | Zavvo Nicolosi                  |
| 2019 | Stella                | Danilo Bubani                   |
| 2019 | Prima di partire      | —                               |
| 2021 | I pomeriggi           | Gabriele Skià e Riccardo Sergio |
| 2021 | Rococò                | Gabriele Skià e Riccardo Sergio |
| 2022 | Haute saison          | Natalie Portman                 |
| 2022 | Ossesso               | Gabriele Skià e Riccardo Sergio |
| 2025 | Uomini contro insetti | Filippo Rossi                   |
| 2025 | Nottetempo            | Gio Macedonio e Bea Chima       |
| 2025 | Les Jeux sont faits   | Gaspard Millet                  |